# انقلاب لغوي

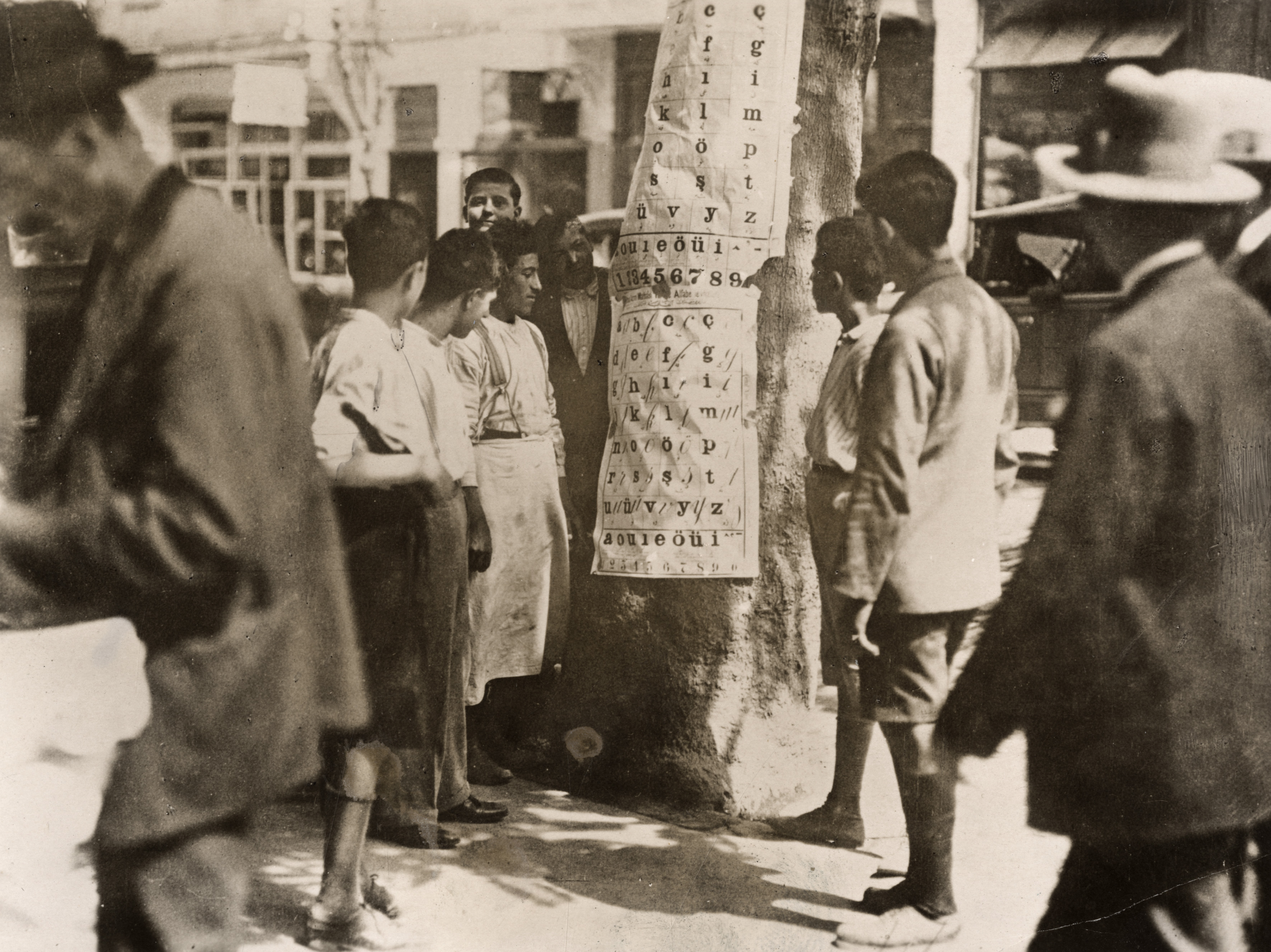
ملصق لتعليم الأبجدية التركية من الحروف العربية إلى اللاتينية

الانقلاب اللغوي هو مصطلح أطلق بشكل عام على الفترة التي تم الاعتراف فيها بقانون الحروف التركية الجديدة برقم 1353 وتاريخ 1 نوفمبر 1928م. في تركيا، وتم تطبيقة. وبمقتضى هذا القانون تم إقرار استخدام الحروف اللاتينية بدلاً من الأبجدية العثمانية التي كانت مستخدمة بما يوافق اللغة التركية.

## نبذة تاريخية

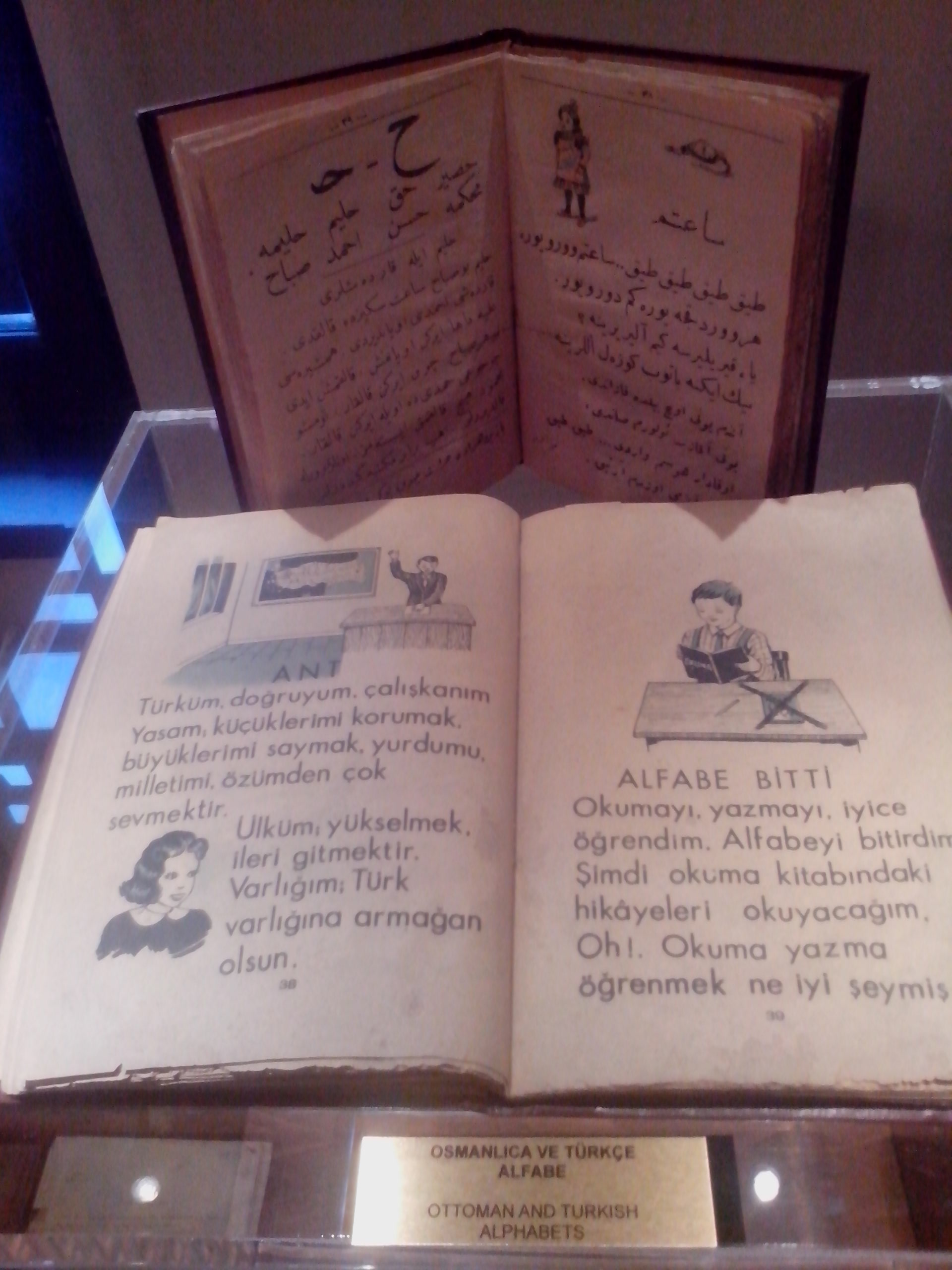
مقارنة مابين الأبجدية العربية والأبجدية اللاتينية في اللغة التركية

فالأتراك قد استعانوا منذ القرن العاشر بالأبجدية العربية والدين الإسلامي (التي تعد عنصر لا يمكن استبعاده في الثقافة الإسلامية السابقة) بما يتوافق مع النظام الصوتي للغة التركية.
فعلى مدار 900 عام من تاريخ الدولة، كتبت اللهجات الشرقية واللهجات العثمانية والغربية بالحروف العربية بما يتوافق مع اللغة التركية.
| العام | نسبة القراءة والكتابة        |
| ----- | ---------------------------- |
| 1923  | %2,5                         |
| 19271 | %10.5 (الأعداد الرسمية 1927) |
| 19352 | % 20.4 (الأعداد 1935))       |

واعتباراً من أواسط القرن التاسع عشر، بدأ الشعور في الرغبة لإصلاح الأبجدية في تركيا، حيث انقسمت الاقتراحات للقيام بهذا الأمر اثنين:
- المطالبون بإصلاح لغة الكتابة باللهجة العثمانية.
- المطالبون بإقرار الحروف اللاتينية.

## أسباب الانقلاب اللغوي
إن هذا الخط لم يعد كافياً لسد حاجة أصوات اللغة التركية، وكان هذا ما استند عليه دعاة تنظيم الخط العثماني. فالتشتّت الإملائي الناجم عن هذه المشكلة تم ملاحظته بشكل واضح عند نشر الصحف والكتب المدرسية الرسمية. إلا أن الجهود التي بُذِلت في القاموس الأساسي للغة التركية اعتباراً من 1870 م، عملت على تنظيم الموضوع الإملائي.

### أسباب تبني الحروف الاتينية
1. فالانبهار الذي كان يشعر به تجاه الثقافة الغربية والاعتقاد بالتفوق الأوروبي، كان عاملاً أساسياً في الاهتمام الذي حظيت به الحروف الاتينية. فاعتباراً من عام 1850م-1860 م كانت طبقة المثقفين في تركيا جميعها مُلمّة باللغة الفرنسية ويتقنونها؛ لدرجة أنهم يستخدموها في المراسلات والخطابات فيما بينهم. وبانتشار «التلغراف» وتحوله لجزء من الحياة اليومية، انتشرت معه الحروف اللاتينية للغة التركية بالإملاء الفرنسي، وكان هذا الخط يُستخدم معظم الوقت في الإعلانات التجارية والدعاية لمحلات في محيط (بأي أوغلو، وسلانيك وإزمير).
2. وفي فترة المشروطية الثانية اكتسبت الجهود على تعريف الهوية الدولية لتركيا بشكل منفصل عن الإسلام ثقلاً بين المثقفين المقربين من الاتحاد والترقّي. ولأن الكتابة العربية لا يمكن اعتبارها منفصلة عن الثقافة الإسلامية، فجاءت أهمية ترك هذه الكتابة العربية والتأكيد على معنى علمانية الهوية الدولية لتركيا في نفس الوقت.
3. وفي الربع الأخير من القرن التاسع عشر بدأت تظهر الكثير من الصحف والكتب في إستانبول والأناضول مطبوعة بالحروف الرومية والأرناؤوطية، حيث حققت إقبالاً عاماً، شجع على تبنّي فكرة إمكانية كتابة اللغة التركية بحروف أخرى غير العربية.
4. فالاعتراف بالأبجدية الأرناؤوطية ذات الأصول اللاتينية في عام 1908م-1911م، والأبجدية اللاتينية للغة الآذربيجانية في عام 1922 م خلق ردة فعل كبيرة في تركيا.

### الاقتراحات الإصلاحية الأولى
طُرحت فكرة تطبيق الأبجدية اللاتينية على اللغة التركية للمرة الأولى على الساحة على يد الأذربيجاني فتحي علي أخونددزاده في عام 1860م، بالإضافة إلى أن أخوندزاده أعد أبجدية لها جذور من أبجدية «كيرلي».
إلا أن تبنّي الأبجدية الأرناؤوطية الحديثة ذات الجذور اللاتينية في الفترة من 1908م-1911م، أصبح سبباً لاختلافات عميقة فيما بين المثقفين الأتراك. فحسين جاهد الذي شنَّ حرباً ضد الفتوى التي أصدرها معلمو مدرسة «البعثان» في 1911م، والتي تقول بتعارض الحروف اللاتينية مع الشريعة الإسلامية، ولم يكتف أيضا بالدفاع عن الحروف الأرناؤوطية ذات الأصول اللاتينية، ولكنه اقترح على الأتراك أن يطبقوها.
وفي عام 1911م قام جناح الأرناؤوط في جمعية الاتحاد والترقّي بالاعتراف بالأبجدية الأرناؤوطية ذات الأصول اللاتينية.
كما ظهرت خمس مقالات بلا توقيع في مجلة تحمل اسم «الحرية الفكرية» التي نشرها «قليج زادة» في عام 1914م، وكانت تطرح إمكانية استخدام اللغة اللاتينية تدريجياً، وتؤكد على أنه لا مفر من إحداث هذا التغيير. لكن قام الحزب الحاكم ممثلاً في جمعية الاتحاد والترقّي بمنع هذه المجلة من النشر بسبب مقالاتها.
وفي عام 1911م نُشرت أول جريدة تركية مطبوعة بالحروف اللاتينية في «ماناستر بيتولا» هذه الجريدة التي معناه بالتركية «أساس» وظهرت بالإملاء الفرنسي «أشاس» التي نشرها زكريا أفندي. وصل منها حتى يومنا هذا أعداد ضخمة، وكانت تصدر أيام السبت.

### أتاتورك وإصلاح الحروف
بدأ اهتمام مصطفى كمال بهذا الموضوع منذ أن كان متواجداً في سوريا في الفترة من 1905م-1907م. وفي عام 1922م تحدّث أتاتورك في نفس الموضوع مع الأديبة «خالدة أديب»، حيث قال إن إحداث مثل هذا التغيير يحتاج لإجراءات حازمة.
وعندما وجّه حسين جاهد سؤالاً لأتاتورك في الاجتماع الذي ضم أعضاء الهيئة الصحفية والذي عُقد في سبتمبر عام 1922م، قائلاً: لماذا لا تقر الحروف اللاتينية ؟ أجاب أتاتورك «الآن ليس موعدها». وفي مؤتمر إزمير الاقتصادي الذي عُقِد في عام 1923م، عرض اقتراح في نفس الموضوع، ولكن رئيس المؤتمر «كاظم قرابكير» رفض هذا الاقتراح بدعوى أن«إقرار الحروف اللاتينية يضر بالوحدة الإسلامية». وقد احتل الصراع على هذا الموضوع حيّزاً كبيراً في عالم الصحافة.
وقد قام المجلس القومي التركي الكبير في 28 مايو عام 1928م بإصدار قانون إداري يتم العمل به اعتباراً من الأول من حزيران، ينص على استخدام الأرقام الدولية في الدوائر والمصالح الرسمية. ولم يحدث إصدار هذا القانون رد فعل مهم. وفي نفس الوقت تقريباً صدر قانون تشكيل لجنة لتعديل الحروف. وكانت واحدة من أهم الخلافات في هذه اللجنة، هي مقابلة حرفَي "القاف والكاف" في الكتابة العثمانية القديمة بحرف "q "، و" k"" في الكتابة التركية الحديثة، إلا أن أتاتورك رفض هذا الاقتراح واستبعد حرف "q " من الكتابة التركية الحديثة.
وقد علّق أتاتورك على رأي «فالح رفقي أتاي» الذي كان ضمن اللجنة المنعقدة، والذي قال «إن تطبيق الحروف الجديدة سوف يستغرق فترة من خمسة إلى خمسة عشر عاماً» قائلاً: «بل يكفي ثلاثة أشهر، وإلا فلا» ولا نريد أن نضيّع الوقت. وبعد الانتهاء من إعداد الحروف الجديدة قام أتاتورك في 9 أغسطس 1928م بإطلاع المشاركين- في احتفال (كلخانة) من حزب الشعب الجمهوري- عليها، وفي 11 أغسطس تم تعريف العاملين برئاسة الجمهورية ونواب الشعب عليها. وفي 15 أغسطس تم إعلامها لأعضاء هيئات التدريس بالجامعة والأدباء. وفي خلال شهري أغسطس وسبتمبر كان أتاتورك قد قام بإعلام الشعب بالحروف الجديدة في مختلف الولايات. وفي نهاية هذه الفترة قاموا بجمع اقتراحات هذه اللجنة اللغوية في قاموس أساسي للتعريف والتوضيح يشمل أيضا الإضافات الجديدة فوق الحروف. وفي الفترة من 8-25 أكتوبر اجتاز كل الموظفون في المصالح والهيئات الرسمية اختبار استخدام هذه الحروف الجديدة.
وقام «سيفن نيشاني» في كتابه الذي أسماه «سوء فهم الجمهورية» بشرح أفكاره حول انقلاب الحروف بشكل أحصائي.
وعلى الرغم من الجهود المبذولة على طريق محو أمية الكتابة والقراءة التي تم تبنيها كقضية قومية والاهتمام بها بشكل غير عادي، إلا أن نسبة من يجيد القراءة والكتابة الجديدة في الفترة من 1927م-1935م، وفقاً للإحصائيات التي كانت 10,3% من تعداد السكان الترك، يوجد (11,2 من تعداد السكان في عام 1927م لا يجيدون القراءة والكتابة). وتضاعف عدد من يجيدون القراءة والكتابة في الفترة من 1960م-1970م، لتصل إلى 27,2% من إجمالي تعداد السكان. وفي عام 1960م أصبح 40% لا يجيدون القراءة والكتابة. وهذه الأرقام تجعلنا نعتقد بأنه لم يكن الانقلاب اللغوي عاملاً مؤثراً في زيادة نسبة القراءة والكتابة. والانخفاض في نسبة مبيعات الصحف التي تحوّلت كتابتها بالحروف الجديدة، والتي لم تستطع تفاديه على مايقرب من 20 عاماً تقريباً، لم يسبب انخفاضاً في نسبة القراءة والكتابة كما كان يعتقد.
وصدرت الجريدة الرسمية التركية تعليم الأبجدية اللاتينية بتاريخ 3 نوفمبر 1928 تمهيداً لتطبيق اللغة التركية الحديثة.

## القراءة
- محمد على آغا قاي، (مجلة)، (1962م)، 30 عام للانقلاب اللغوي. أنقرة، مجمع اللغة التركية.
- آجوب ديلاجار، (1962م)، اللغة التركية لغة الدولة. أنقرة.جامعة أنقرة.
- إسماعيل دوغان، (مجلة)، (1999م) ندوة الانقلاب اللغوي لأتاتورك وانعكاسه على العالم التركي، 27 أكتوبر 1998م، طرابزون.
- م.جرمان، (1938م) الانقلاب اللغوي 9 أغسطس 1928م، إستانبول، مجلس شعب باشيكتاش.
- عصمت الجريتلي، (1989م) الانقلاب اللغوي وأتاتورك، أنقرة.
- نور الدين كولمز، (2006م)، الصراعات حول الحروف من التنظيمات إلى الجمهورية، بورصة، دار نشر أكتويل.
- خمسون عاماً على الانقلاب اللغوي، (1981م) أنقرة.
- آكاه سري لاوند، (1949م)، صفحات تطوير وتبسيط اللغة التركية، أنقرة، مجمع اللغة التركية.
- سيفان نيشانيان، الجمهورية الخاطئة، 51 سؤال حول أتاتورك والكمالية، دار نشر الأحمر.
- عيسى أوزتورك، (م1998)، الانقلاب اللغوي ونتائجه، أنقرة، وزارة الثقافة.
- إحسان صونجو، (1941م)، الانقلاب اللغوي والقائد الوطني عصمت اينونو، أنقرة، معارف.
- محمد تكين، (م1988)، الانقلاب اللغوي: جهود المعسكرات التركية والكتابة الجديدة في هاتاي، أنطاكيا.
- نرمين طونجول، (1990م)، الانقلاب اللغوي التركي، نشريات الجامعة، رسالة ماجيستير.
- محمد شاكر أولكوتاشير، (2000م)، أتاتورك والانقلاب اللغوي، أنقرة، مجمع اللغة التركية.
- روشان أشرف أون آيدين، (1943م)، مذكرات من تأسيس الجمعية العلمية للغة التركية وحتى المؤتمر الأولى، أنقرة، مطبعة رجب أولوس أوغلي.
- مقالة الحروف اللاتينية في تركيا (1908م-1928م)، الباحث: سلامى كيليتش، جامعة أنقرة، المعهد التاريخي للانقلاب التركي، دورية طريق أتاتورك، 1991م، المجلد 2، العدد السابع، الترقيم الدولي: 1303-5290 (كاظم قره باكير باشا ويشمل آراء الدكتور أورام جلانتي)

## المصدر
1. 1- «تورجوت أوزاقامان» يقول بأنه شهد نسبة أنخفاض أعلى تصل لدى السيدات إلى 60,7% .
2. http://www.so.gen.tr/tarih-inkilap-tarihi/79704-cumhuriyetten-sonra-kadinlarin-okur-yazarlik-orani-nedir.html
3. .#	^ http://www.ogretmenlersitesi.com/haber/5382
4. آكاه سرى لاوند، (1972م)، صفحات تطوير وتبسيط اللغة التركية، أنقرة، ص 165.
5. جى .ل .لويس، (1999م)، انقلاب اللغة لأتاتورك كعنصر حضارى في الجمهورية التركية، جاكوب.م.لاندروى (نشر، وإعداد) (1999م)، أتاتورك وتحديث تركيا، إستانبول، صارمال، الترقيم الدولى 975-83040، محتوى الصفحات (251-272)، ص254.
6. جى .ل.لويس، المرجع السابق ذكره، ص254.
7. روشان أشرف اون آيدين، (1956م)، مزكرات، أنقرة ص29.
8. خالدة أديب أديوار، (1962م) الامتحان التركي مع الجحيم، إستانبول، ص294.
9. جى.ل لويس، مصدر سابق، ص255.
10. فاتح رفقى آتاى، (1969م) جان قايا، إستانبول ص44.
11. جى.لويس، مرجع سبق ذكره، إستانبول ص257.
12. سيفان نيشانان، الجمهورية المغلوطة، 51سؤال حول أتاتورك والكمالية، دارنشر قيرميزى، السؤال23.